# Rio Deiţa
O Rio Deiţa é um rio da Romênia, afluente do Deia, localizado no distrito de Suceava.